# Isla de Porri
La Isla de Porri (en italiano: Isola dei Porri) es una isla situada en el canal de Malta, en la región de Sicilia al sur del país europeo de Italia.
Administrativamente pertenece al territorio de Siracusa, una comuna italiana de la provincia de Ragusa.
Se encuentra frente al pueblo de Santa María del Focallo.
Posee 125 m de longitud y 150 m de ancho, que se compone principalmente de tres rocas. La roca más grande tiene un poco más de un centenar de metros por lado. Dado el tamaño modesto, la vegetación es prácticamente inexistente y la única planta es la Allium ampeloprasum de cuyo nombre italiano (porro) asumió su nombre actual.